# مصر تحمل الضوء إلى آسيا
مشروع تمثال مصر تحمل الضوء إلى آسيا، والمعروف أيضًا باسم التقدم في حمل الضوء إلى آسيا، كانت خطة لمشروع تمثال ضخم على الطراز الكلاسيكي الحديث. تم تصميم المشروع في أواخر ستينيات القرن التاسع عشر من قبل النحات الفرنسي فريديريك أوغست بارتولدي، وكان فكرة المشروع عبارة عن تمثال لفلاحة أو فلاح يرتدي رداءًا يحمل شعلة عند مدخل قناة السويس في بورسعيد بمصر. كان من المفترض أن يقف التمثال على ارتفاع 86 قدمًا ، وكان من المفترض أن يرتفع التمثال إلى ارتفاع 48 قدمًا. رفض الخديوي التمثال المقترح، بحجة التكلفة الباهظة، وفي عام 1869 ، تم بناء منارة بورسعيد ، التي صممها فرنسوا كونييه، بديلاً عن التمثال في نفس الموقع.